# Відродження (Львівський район)
Відро́дження (давніш: Mokrotyn-Kolonie) —  село в Україні, у Жовківській міській громаді Львівського району Львівської області.
До Другої світової війни — на території села, частково розміщувалась німецька колонія, яка мала назву Мокротин Колонія (нім. Mokrotyn-Kolonie, знана ще як Deutsch Mokrotyn).
12 червня 2020 року, відповідно до розпорядження Кабінету Міністрів України № 718-р «Про визначення адміністративних центрів та затвердження територій територіальних громад Львівської області», село увійшло до складу Жовківської міської громади.
19 липня 2020 року, в результаті адміністративно-територіальної реформи та ліквідації Жовківського району, село увійшло до складу новоствореного Львівського району.